# Interblocco (informatica)
Nei microprocessori moderni l'interlock viene utilizzato per mandare in stallo le pipeline quando vengono individuati dei conflitti da risolvere. Per esempio se il processore deve caricare dei dati da elaborare e questi non sono immediatamente disponibili l'interlock manda in stallo la pipeline fino a quando i dati non sono effettivamente disponibili. L'interlock nelle pipeline spesso non è la soluzione migliore per risolvere i conflitti nelle risorse ma ha il pregio di essere una soluzione semplice da implementare.